# Frédérique Aït-Touati
Frédérique Aït-Touati, née à Paris en octobre 1977, est une metteuse en scène et historienne française. 

## Biographie

### Formation
Ancienne élève de l’École normale supérieure de Lyon (1997) et agrégée de lettres (2001), elle se forme à l’histoire des sciences à l’université de Cambridge (Trinity College, 2003) et obtient un doctorat de Paris IV-Sorbonne en 2008.
Elle se forme à la mise en scène à l’ENS de Lyon puis au ADC Theatre de Cambridge, où elle fonde la compagnie de théâtre Zone Critique en 2004.

### Parcours professionnel
Ses spectacles et ses livres explorent des questions de recherche communes : les rapports entre arts et savoirs dans les domaines des théories du vivant, de l’écologie et des sciences du système Terre. 
Ses premiers travaux de recherche s’intéressent aux liens entre science et fiction et à la révolution scientifique du XVIIe siècle dans les domaines de l’astronomie et de l’optique (Contes de la Lune, Fictions of the Cosmos). Elle publie ensuite en collaboration avec des philosophes et des architectes des ouvrages sur la vision et la représentation en science (Le monde en images, avec Stephen Gaukroger), la cartographie (Terra Forma, manuel de cartographies potentielles, avec Alexandra Arènes et Axelle Grégoire) et la crise écologique (Le Cri de Gaïa, avec Emanuele Coccia, Vinciane Despret, Patrice Maniglier, Nastassja Martin, Baptiste Morizot, Stéphane Van Damme).
Directrice artistique de la compagnie Zone Critique, elle est en résidence au théâtre de Nanterre-Amandiers (2014-2021), puis au théâtre national de Chaillot. De 2009 à 2022, elle conçoit avec le philosophe Bruno Latour une série de spectacles autour de l’anthropocène et du nouveau régime climatique. Elle crée en 2015 avec Bruno Latour et Philippe Quesne Le Théâtre des négociations - Make it work, performance de 200 étudiants proposant une négociation sur le climat incluant des non-humains. Elle met en scène Bruno Latour dans les conférences-performances Inside (2016), Moving Earths (2019) et Viral (2021) ; les trois spectacles composent la Trilogie Terrestre, présentée au théâtre des Amandiers, au théâtre de l’Odéon, et dans des festivals en Europe, aux Etats-Unis, au Brésil et en Chine. 
Elle enseigne à l’université d’Oxford de 2007 à 2014 en tant que Fellow in French (New College et Saint John’s College), puis à l’EHESS et à Sciences Po, où elle dirige SPEAP (Programme d’expérimentation en arts politiques de Sciences Po) depuis 2014.
En 2025, elle est nommée directrice du Théâtre de la Cité internationale à Paris, et succède à Marc Le Glatin. 

## Publications
- Contes de la Lune. Essai sur la fiction et la science modernes, NRF Essais, Gallimard, 2011[1],[6],[7]
- Fictions of the Cosmos. Science and Literature in the Seventeenth Century, The University of Chicago Press, Chicago, 2011[8]
- La Fabrique des sciences modernes, de Simon Schaffer, trad. de Stéphane Van Damme, Loïc Marcou, Frédérique Aït Touati, Paris, Éditions du Seuil, coll. « Science ouverte », 2014[9]
- Avec Stephen Gaukroger, Le Monde en images. Voir, représenter, savoir, Classiques Garnier, Paris, 2015[10]
- Avec Emanuele Coccia, Le cri de Gaïa. Penser la Terre avec Bruno Latour, La Découverte, 2021[11]
- Avec Alexandra Arènes et Axelle Grégoire, Terra Forma. Manuel de cartographies potentielles, Éditions B42, 2019, Traduction anglaise, MIT Press (2022)[12]
- Avec Bruno Latour, Trilogie terrestre, Éditions B42, 2022[13]
- Théâtres du monde. Fabriques de la nature en Occident, La Découverte, coll. " SH / Terrains philosophiques", 2024[14],[15],[16]
- Chroniques sur Libération[17]
- Publications sur radiofrance[18]

## Mises en scène
- 2013 : Gaia Global Circus
- 2014 : Les Silencieuses
- 2015 : Le théâtre des négociations / Make it work (avec Bruno Latour et Philippe Quesne)
- 2016 : Inside
- 2019 : Moving Earths
- 2021 : Viral
- 2022 : Earthscape[19]
- 2023 : Météores
- 2024 : Le Bal de la Terre

## Récompenses et distinctions
- Prix Gegner de l’Académie des Sciences Morales et Politiques
- MLA Scaglione Prize for Comparative Literary Studies

### Biographie
- Fiche sur ehess.fr
- Article sur philomonaco.com

### Théâtre
- Biographie par le theatre-contemporain.net
- Article par le festivaldemarseille.com
- Article sur la Trilogie terrestre par l'université Paul Valéry Montpellier 3